# Sepmeries
Sepmeries település Franciaországban, Nord megyében. Lakosainak száma 645 fő (2022. január 1.). Sepmeries Maresches, Artres, Bermerain, Ruesnes, Vendegies-sur-Écaillon és Villers-Pol községekkel határos.

## Népesség
A település népessége az elmúlt években az alábbi módon változott:
| Lakosok száma | 677  | 682  | 683  | 663  | 653  | 651  | 649  | 649  | 645  |
|               | 2013 | 2015 | 2016 | 2017 | 2018 | 2019 | 2020 | 2021 | 2022 |